# 446957 Priellekornélia
446957 Priellekornélia è un asteroide della fascia principale. Scoperto nel 2003, presenta un'orbita caratterizzata da un semiasse maggiore pari a 2,5374463 au e da un'eccentricità di 0,1979428, inclinata di 8,33890° rispetto all'eclittica.